# 24509 Joycechai
24509 Joycechai (tên chỉ định: 2001 BT27) là một tiểu hành tinh vành đai chính. Nó được phát hiện bởi dự án Nghiên cứu tiểu hành tinh gần Trái Đất Lincoln ở Socorro, New Mexico, ngày 20 tháng 1 năm 2001. Nó được đặt theo tên Joyce Sophia Chai.